# Vlastimil Kopecký
Vlastimil Kopecký (Vilémov, Imperio austrohúngaro, 14 de octubre de 1912-Hlinsko, Checoslovaquia, 30 de julio de 1967) fue un jugador y entrenador de fútbol checoslovaco. En su etapa como jugador profesional se desempeñaba como delantero.

## Fallecimiento
Murió el 30 de julio de 1967 en Hlinsko a la edad de 54 años, siendo víctima de un ataque al corazón mientras jugaba un partido de fútbol para veteranos.

## Selección nacional
Fue internacional con la selección de fútbol de Checoslovaquia en 26 ocasiones y convirtió 8 goles. Formó parte de la selección subcampeona de la Copa del Mundo de 1934, pese a no haber jugado ningún partido durante el torneo.

### Participaciones en Copas del Mundo
| Mundial                        | Sede    | Resultado        | Partidos | Goles |
| ------------------------------ | ------- | ---------------- | -------- | ----- |
| Copa Mundial de Fútbol de 1934 | Italia  | Subcampeón       | 0        | 0     |
| Copa Mundial de Fútbol de 1938 | Francia | Cuartos de final | 3        | 1     |

## Clubes

### Como jugador
| Club            | País           | Año       |
| --------------- | -------------- | --------- |
| Rapid Vinohrady | Checoslovaquia | 1927-1932 |
| Slavia Praga    | Checoslovaquia | 1932-1951 |

### Como entrenador
| Club         | País           | Año  |
| ------------ | -------------- | ---- |
| Slavia Praga | Checoslovaquia | 1959 |

## Palmarés

### Campeonatos nacionales
| Título           | Club         | País                              | Año  |
| ---------------- | ------------ | --------------------------------- | ---- |
| Primera División | Slavia Praga | Checoslovaquia                    | 1933 |
| Primera División | Slavia Praga | Checoslovaquia                    | 1934 |
| Primera División | Slavia Praga | Checoslovaquia                    | 1935 |
| Primera División | Slavia Praga | Checoslovaquia                    | 1937 |
| Primera División | Slavia Praga | Protectorado de Bohemia y Moravia | 1940 |
| Primera División | Slavia Praga | Protectorado de Bohemia y Moravia | 1941 |
| Primera División | Slavia Praga | Protectorado de Bohemia y Moravia | 1942 |
| Primera División | Slavia Praga | Protectorado de Bohemia y Moravia | 1943 |
| Primera División | Slavia Praga | Checoslovaquia                    | 1947 |

### Copas internacionales
| Título                 | Club         | Sede               | Año  |
| ---------------------- | ------------ | ------------------ | ---- |
| Copa de Europa Central | Slavia Praga | Budapest (Hungría) | 1938 |